# 8762 Hiaticula
8762 Hiaticula este un asteroid din centura principală de asteroizi.

## Descriere
8762 Hiaticula este un asteroid din centura principală de asteroizi. A fost descoperit pe 26 martie 1971 la Observatorul Palomar de Cornelis Johannes van Houten, Ingrid van Houten-Groeneveld și Tom Gehrels. Asteroidul prezintă o orbită caracterizată de o semiaxă mare de 2,75 ua, o excentricitate de 0,15 și o înclinație de 1,8° în raport cu ecliptica.